# Finja
Finja – miejscowość (tätort) w Szwecji, w regionie administracyjnym (län) Skania, w gminie Hässleholm.
Według danych Szwedzkiego Urzędu Statystycznego liczba ludności wyniosła: 616 (31 grudnia 2015), 593 (31 grudnia 2018) i 573 (31 grudnia 2019).